# Witte Kaproenen
Witte Kaproenen (14e en 15e eeuw) was een soort politiekorps te Gent, waarvan de leden een wit hoofddeksel als herkenningsteken (kaproen) droegen. Zij hielden booswichten aan, ordenden het verkeer bij plechtigheden en waren de lijfwacht van de ambachtsdeken.  

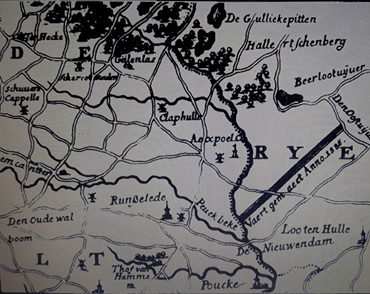
"Vaert gemaect anno 1585" op de zuidkant van Aalter (Flandria Illuslraia ll-l)

Tijdens de aanvang van de Gentse opstand in 1379, waren het de Witte Kaproenen onder Jan Hyoens, die de Bruggelingen beletten het Kanaal Gent-Brugge naar de Leie te graven.
Door hertog Filips de Goede na de slag bij Gavere (23 juli 1453) ontslagen, werden zij opnieuw aangesteld in 1476 door de stad Gent, maar verdwenen definitief in 1492 (Vrede van Kadzand)
Ter vergelijking: het korps in de stad Brugge en Ieper werd aldaar respectievelijk de 'Rode' en de 'Blauwe Kaproenen' genoemd.

## De slag der Witte Kaproenen 1379

### Lodewijk van Male

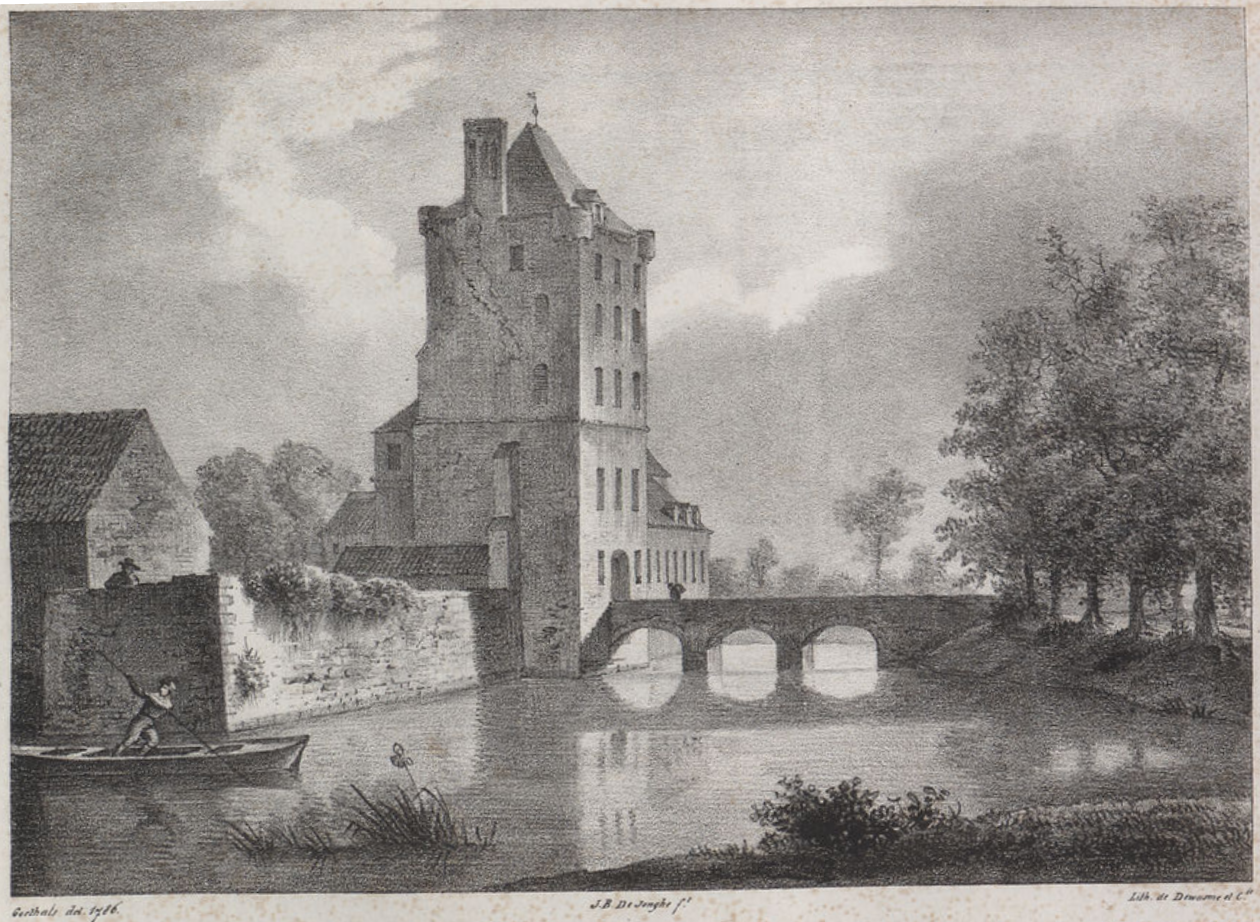
Kasteel van Lodewijk van Male (1786)

Lodewijk van Male zorgde ervoor dat in 1379 graafwerken startten om de Zuidleie en de Leie te Deinze te verbinden. Deze geplande graafwerken gingen voordien gepaard met onteigening en werden uiteindelijk aangevat ter hoogte van de Nieuwendam.

### Wrevel in de Vlaamse steden
Reeds geruime tijd was er in de Vlaamse steden wrevel tegen het indijken van de verworven vrijheden en de Fransgezinde politiek van de graven. In 1379 barstte een groot verzet uit tegen de te zware belastingen. De graafwerken werden als een bedreiging van graanhandel en schippersambt ervaren. De Witte Kaproenen, een Gents politiekorps, werd tegen de Brugse delvers ingezet. Na het treffen werden de graafwerken door bemiddeling van de graaf stil gelegd. 

### Strijd en nederlaag

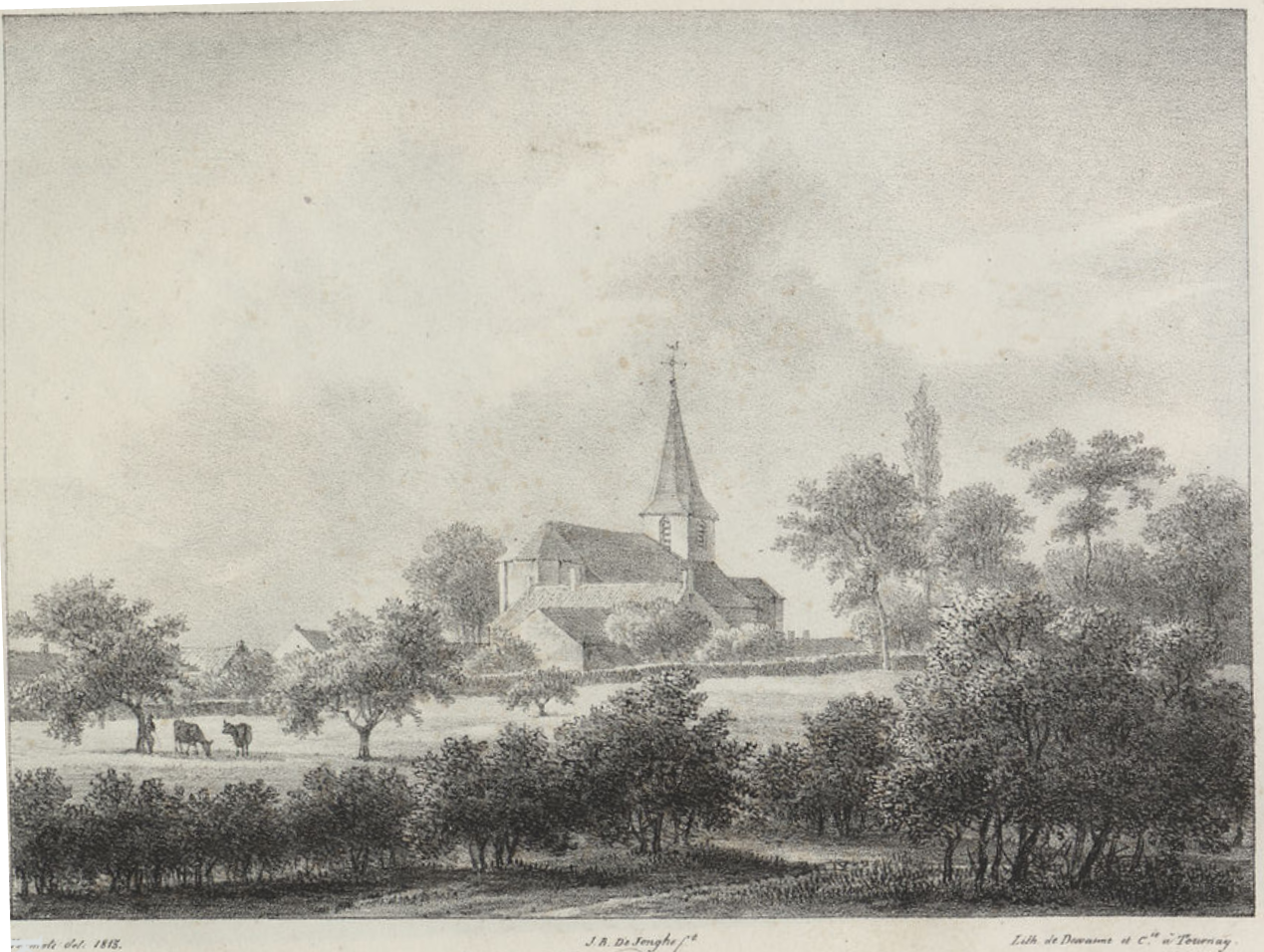
Westrozebeke (1813)

De strijd van de Gentenaars tegen de graven duurde verder. Lodewijk van Vlaanderen zijn “huus ter Woestinen” en andere kastelen werden bezet in 1381. Een jaar later leden de Gentenaars een grote nederlaag te Westrozebeke. Dit was het einde van de macht van de gemeenten.